# Hawker Sea Fury
Die Hawker Sea Fury war ein einmotoriges britisches Jagdflugzeug, das von der Firma Hawker entwickelt und hergestellt wurde. Der Tiefdecker war das letzte kolbenmotorgetriebene Jagdflugzeug der Royal Navy, wurde noch während des Zweiten Weltkrieges entwickelt, kam aber erst danach zum Einsatz. Die Sea Fury war eines der schnellsten kolbenmotorgetriebenen Serien-Jagdflugzeuge, die je gebaut wurden.

## Geschichte
Die Hawker Fury war der Endpunkt einer Entwicklungsreihe von kolbenmotorgetriebenen Jagdflugzeugen, die mit der Hurricane begann und außerdem die Muster Tornado, Typhoon und Tempest umfasste.

### F.2/43 Fury
Kurz nach dem Erstflug des Hawker-Tempest-Prototyps im September 1942 erwog Hawker mit seinem Chefkonstrukteur Sidney Camm die Möglichkeit einer kleineren und leichten Variante des Jagdflugzeugs. Hierzu sollten das Tragflächenmittelteil entfernt und die äußeren Teile an der Längsachse zusammengeführt sowie der Rumpf als Monocoque ausgeführt werden. Im Januar 1943 entschloss man sich, diese neue als Tempest Light Fighter (Centaurus) bezeichnete Konstruktion an den Anforderungen der Air Ministry Specification F.6/42 auszurichten. Da auch die Royal Navy zeitgleich einen Abfangjäger ausschreiben wollte, einigte man sich darauf, die Anforderungen von RAF und Royal Navy (N.7/43) zusammenzufassen und in der Specification F.2/43 im Wesentlichen passend zu dem Hawker-Entwurf herauszugeben.
Von den sechs im Dezember 1943 beauftragten F.2/43-Prototypen sollten zwei mit Rolls-Royce Griffon, zwei mit Bristol Centaurus XXII und einer mit dem Centaurus XII ausgerüstet werden. Eine Zelle sollte für Belastungsuntersuchungen verwendet werden. Für die Marineversion gab es Anfang 1944 ein neues Leistungsheft N.22/43, in dem der Standard der Serienversion festgelegt wurde. Im April des Jahres vergab das Ministerium dann Aufträge für je 200 Maschinen nach den Leistungsbeschreibungen F.2/43 und N.22/43, wobei 100 Exemplare der Marineausführung von Boulton Paul gebaut werden sollten.
Am 1. September 1944 war die mit einem Centaurus XII ausgerüstete NX798 das erste Flugzeug aus dem F2./43-Auftrag, das tatsächlich flog. Nach dem Erstflug der zweiten Maschine (LA610 mit Rolls-Royce Griffon 85) entschied man sich, die F.2/43 als Fury I und die Marineversion als Sea Fury X zu benennen. Der dritte Prototyp NX802 der Fury I flog am 25. Juli 1945. Der vierte und letzte Prototyp der F.2/43 bzw. Fury I war VP207. Mit dem absehbaren Kriegsende in Europa kürzte man im Januar 1945 den Boulton-Paul-Sea-Fury-Auftrag auf 100 Flugzeuge, lediglich der Prototyp VB857 wurde zur Fertigstellung nach Kingston überführt. Mit dem tatsächlichen Ende des Zweiten Weltkriegs in Europa wurde die weitere Entwicklung der Fury I abgebrochen und die Weiterentwicklung auf die Sea Fury bei Hawker konzentriert, wonach der Auftrag bei Boulton Paul vollständig storniert wurde. Später wurde noch in der LA610 das Bristol-Centaurus-Triebwerk durch einen Napier-Sabre-VII-Motor ersetzt, was die Fury I mit einer Höchstgeschwindigkeit von 775 km/h (485 mph) zum wahrscheinlich schnellsten je von Hawker gebauten Kolbenmotorflugzeug machte.

### Sea Fury X
Der erste Sea-Fury-Prototyp (SR661 mit Centaurus XII) hatte seinen Erstflug am 21. Februar 1945, war aber zu diesem Zeitpunkt noch nicht vollständig für den Betrieb auf Flugzeugträgern angepasst (semi-navalised). So war zwar ein Fanghaken vorgesehen, faltbare Tragflächen fehlten jedoch noch. Der zweite – am 12. Oktober 1945 geflogene – Prototyp (SR666 mit Centaurus XV) war mit seinen faltbaren Tragflächen dann fully-navalised. Der ebenfalls nach diesem Standard fertiggestellte Boulton-Paul-Prototyp (VB857 mit Centaurus XXII) flog am 31. Januar 1946 und war der letzte Prototyp, der entsprechend den Anforderungen N.7/43 gebaut wurde.

### Sea Fury F Mk X
Die erste Serie über 50 Sea Furys basierte auf dem Prototyp SR666. Die erste Maschine TF895 flog am 7. September 1946 und verblieb dann bei Hawker. Während die ersten Exemplare noch Vierblatt-Rotolpropeller verwendeten, wurden diese später durch Fünfblattvarianten des gleichen Herstellers als Standardpropeller ersetzt. Im Winter 1946/1947 begann die Erprobung auf dem Flugzeugträger Victorious, wobei sich durch anfängliche Probleme mit dem Fanghaken die Einsatzfreigabe bis zum Frühjahr 1947 verzögerte. Im Laufe des Jahres 1948 begann die Ablösung der F Mk X durch die neue Version F.B. Mk 11.

### Sea Fury FB Mk 11
Für die Serienausführung der Jagdbombervariante Mark 11 (FB für Fighter Bomber, alternativ wird auch die Schreibweise FB.11 verwendet) wurden einige Modifikationen eingeführt. So war diese Ausführung in der Lage, verschiedene Kombinationen von 454-kg-Brandbomben, Rauchmarkierern, 60-lb-Raketen, 90-Gallonen-Zusatztanks und Napalmbehältern mitzuführen. Ebenso verlängerte man den Fanghaken und baute Vorrichtungen für die Durchführung von raketenunterstützten Starts (RATOG) ein.
In den sieben folgenden Jahren wurden insgesamt 615 Exemplare der FB Mk 11 in Kingston gebaut und an die Royal Navy geliefert. Bis zur Ablösung durch die Sea Hawk Ende 1953 stellte die Sea Fury die hauptsächlich eingesetzte einsitzige Jägerausrüstung der Fleet Air Arm dar. Nach dem Ausbruch des Koreakriegs im Juni 1950 wurde die Theseus mit den Sea Furys der No. 807 Squ. dorthin entsandt. Der Erfolg bei der Unterstützung der Bodentruppen führte dazu, dass einige Monate später auch die Flugzeugträger Ocean und Glory folgten. Auch die australische Marine setzte ihre 1949 und 1950 beschafften Sea Furys auf der Sydney in Korea ein.

### Sea Fury T Mk 20
Die Trainer-Variante Mark 20 (T. 20) wurde erst dann für die Royal Navy entwickelt, als die Verhandlungen zur Beschaffung eines derartigen Schulflugzeugs zwischen der irakischen Regierung und Hawker bereits abgeschlossen waren. Der Irak bestellte vier zweisitzige Furys. Die erste – am 15. Januar 1948 geflogene – Maschine wurde jedoch noch nach Standardvorgaben der Admiralty fertiggestellt und erhielt die Seriennummer VX818. Nach einem Unfall sah man zwischen den anfangs vollständig getrennten Cockpits einen transparenten „Tunnel“ vor. Ebenfalls wurde das hintere Cockpit des Fluglehrers mit einem Periskop ergänzt, während die Bewaffnung auf zwei 20-mm-Kanonen reduziert wurde.
Von Mitte 1950 bis März 1952 ging die Serienproduktion von 60 Sea Fury T. 20 an die Fleet Air Arm.

### Export
- Die erste Variante für einen nichtbritischen Kunden war die Sea Fury Mk. 50 für die niederländische Luftwaffe, die am 21. Oktober 1946 zehn Jagdflugzeuge bei Hawker in Auftrag gab. Die Maschinen sollten auf dem ehemaligen britischen Begleitträger Nairana stationiert werden. Zwölf weitere Exemplare, überwiegend Jagdbomber, wurden 1950 bestellt, nachdem die Lizenzproduktion 1948 angelaufen war. Die weiteren Sea Fury setzte man auf dem leichten Flottenträger Karel Doorman – ebenfalls ein ehemalig britisches Schiff (Venerable) – ein. Alle Maschinen wurden 1959 durch die Hawker Sea Hawk abgelöst.
- Ebenfalls 1946 bekundete auch die irakische Regierung Interesse an der Fury, was schließlich im Dezember des Jahres zu einem Auftrag über 30 Jagdflugzeuge und Jagdbomber führte. Geliefert wurden die inoffiziell auch als Baghdad Furys bezeichneten Maschinen im Laufe des Jahres 1948, ein Jahr später gefolgt von zwei zweisitzigen Schulflugzeugen. Von den ursprünglich vier bestellten Maschinen wurde eine an die Royal Navy als Prototyp VX818 umgeleitet und eine zweite an Pakistan verkauft. Weitere 25 Einsitzer und drei zweisitzige Sea Furys wurden 1953 an den Irak ausgeliefert.
- Den größten ausländischen Auftrag erhielt Hawker von Pakistan, wohin zwischen 1949 und 1954 insgesamt 93 einsitzige Sea Fury geliefert wurden. Darunter befanden sich auch fünf ehemalige FB. 11 der Fleet Air Arm. Hinzu kamen, einschließlich der ursprünglich für den Irak bestimmten Maschine, noch fünf T. 20.
- Ägypten bestellte 1949 zwölf Sea-Fury-Jagdflugzeuge, die in den folgenden zwei Jahren geliefert wurden.
- 1957 kaufte Hawker eine Anzahl bei der Fleet Air Arm ausgemusterte Sea Fury zurück, von denen 18 FB. 11 und drei T. 20 1958 an Burma weiterverkauft wurden.
- An Kuba wurden 1958 15 FB. 11 und zwei T. 20 verkauft, die aber erst 1959, nach der Revolution gegen die Batista-Regierung, die den Auftrag erteilt hatte, zusammengebaut wurden. Diese Sea Furys kamen bei der Invasion in der Schweinebucht 1961 zum Einsatz
- Der Deutsche Luftfahrt-Beratungsdienst bestellte 1959 sechs T. 20, die im Auftrag der deutschen Luftwaffe und Bundesmarine als Zielschlepper eingesetzt wurden. 1960 wurde der Auftrag um zwei weitere Maschinen erweitert.

## Einsatzgeschichte

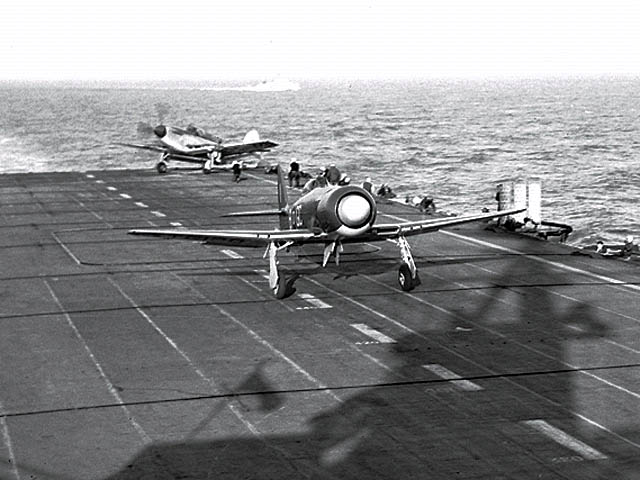
Eine Sea Fury FB. 11 der Royal Canadian Navy

Die frühere Supermarine Seafire der Royal Navy konnten nie richtig überzeugen und wurde deshalb auf fast allen Flugzeugträgern durch die Sea Fury F.X. ersetzt. Die F.X. wurde später durch die FB.11-Jagdbomber-Variante ersetzt. Von dieser Maschine wurden wahrscheinlich 650 Maschinen hergestellt.
Während des Koreakriegs konnte der britische Pilot Peter Carmichael am 8. August 1952 eine MiG-15 im Luftkampf abschießen. Die letzte Staffel der Royal Navy mit Sea Furys wurde 1955 aufgelöst. Die Mk.50-Exportvariante wurde nach Australien (ca. 50), Kanada (74), Deutschland (8), Irak (30), Ägypten (12), Burma (21), Pakistan (98) und Kuba (17) verkauft. Die Niederlande kauften 24 Maschinen und bauten danach weitere 24 in Lizenz bei Fokker.

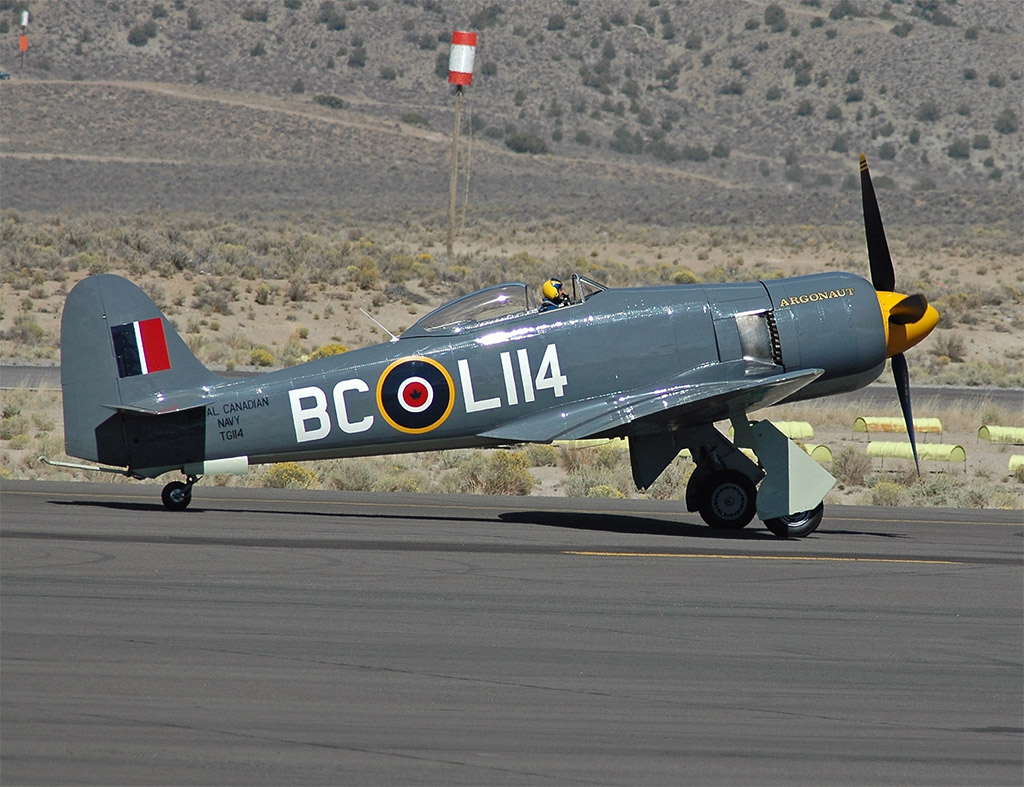
Eine Sea Fury 2004 in den USA

Insgesamt wurden 960 Hawker Sea Fury gebaut.

## Versionen

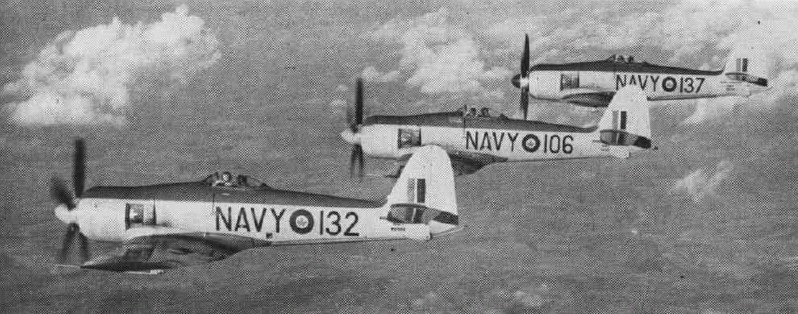
Kanadische FB. 11

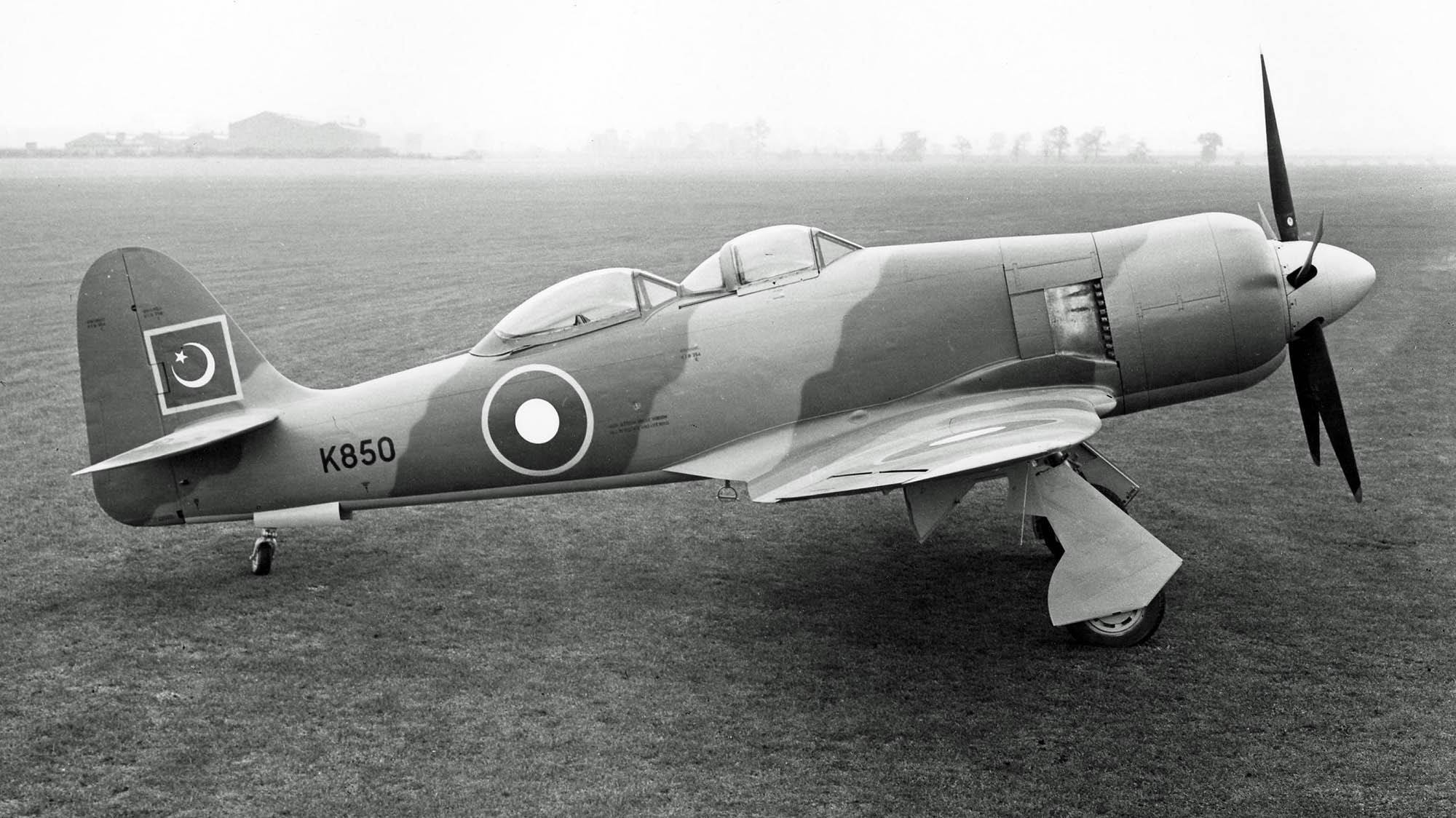
Sea Fury T. 61

Sea Fury F. 10
Jagdflugzeug für die Royal Navy, 50 wurden gebaut.
Sea Fury FB. 11
Jagdbomber für die Royal Navy, Royal Australian Navy und Royal Canadian Navy, 615 wurden gebaut.

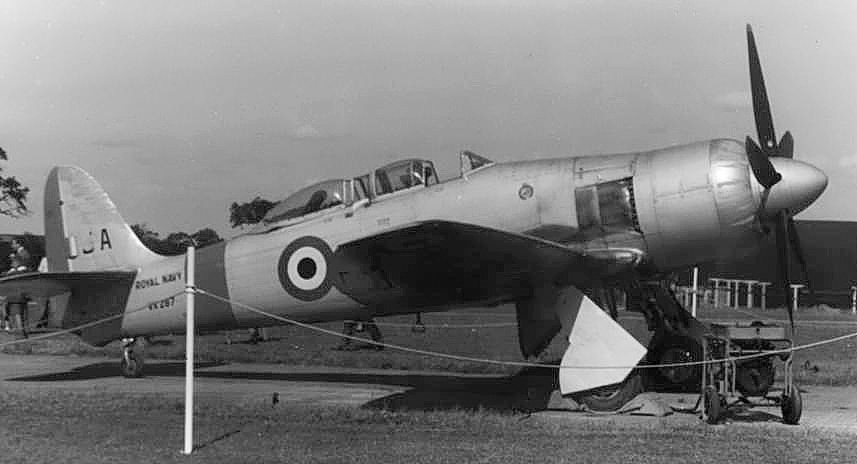
Sea Fury T. 20
zweisitzige Trainerversion, 60 wurden gebaut.
Sea Fury F. 50
F. 10 für die Koninklijke Marine, 12 wurden gebaut.
Sea Fury FB. 51
FB. 11 für die Koninklijke Marine, 12 von Hawker gebaut, 24 von Fokker in Lizenz.
Sea Fury FB. 60
FB. 11 ohne Faltflügel und Fanghaken für die pakistanische Luftwaffe (87 sowie 5 FB. 11) und den Irak (30), 128 wurden gebaut.
Sea Fury T. 61
zweisitzige Trainerversion für Pakistan und Irak mit zwei hintereinander liegenden Cockpits, 7 wurden gebaut.

## Militärische Nutzer
- Ägypten
- Australien
- Birma
- Deutschland
- Königreich Irak
- Kanada
- Kuba
- Marokko
- Niederlande
- Pakistan
- Vereinigtes Königreich

## Technische Daten

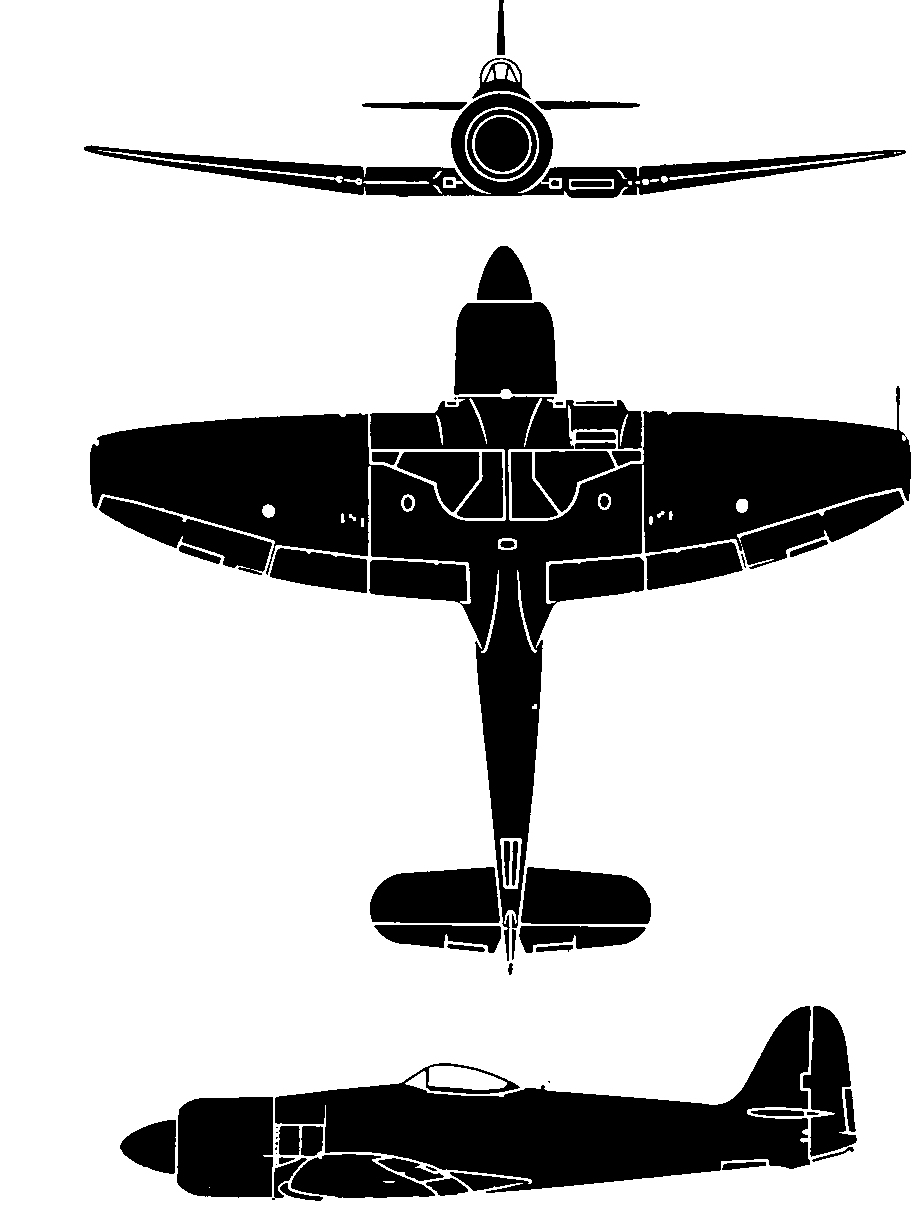
Hawker Sea Fury

| Kenngröße             | Daten der Hawker FB. 11                                      |
| --------------------- | ------------------------------------------------------------ |
| Besatzung             | 1                                                            |
| Länge                 | 10,6 m                                                       |
| Spannweite            | 11,7 m                                                       |
| Höhe                  | 4,9 m                                                        |
| Flügelfläche          | 26 m²                                                        |
| Flügelstreckung       | 5,3                                                          |
| Leermasse             | 4190 kg                                                      |
| max. Startmasse       | 5670 kg                                                      |
| Höchstgeschwindigkeit | 740 km/h                                                     |
| Dienstgipfelhöhe      | 10.900 m                                                     |
| Reichweite            | 1127 km                                                      |
| Triebwerk             | 1 × Bristol Centaurus XVIIC mit 1850 kW (2480 PS)            |
| Bewaffnung            | 4 × 20-mm-Hispano-Kanonen, 908 kg Bomben, 12 × 76-mm-Raketen |

## Verbleib

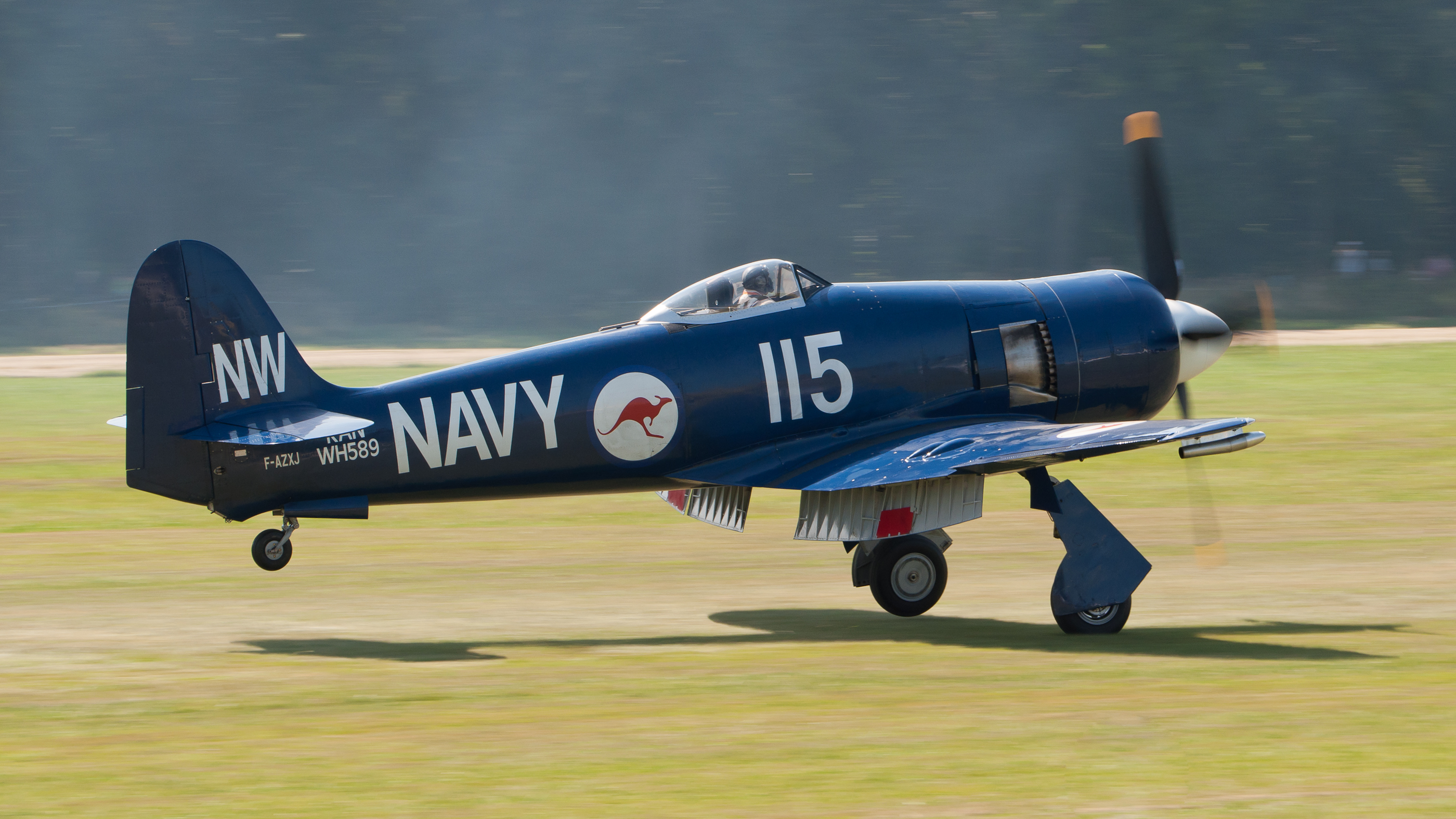
Heute noch flugfähige Sea Fury FB 10 in der Lackierung einer RAN FB. 11

Heute gibt es noch etwa ein Dutzend flugfähige Sea Furys. Die meisten Maschinen sind stark modifiziert und werden bei Flugrennen eingesetzt, beispielsweise den Reno Air Races. Weitere nicht mehr flugfähige Maschinen existieren in vielen Museen rund um die Welt.